# 野田亨
野田 亨（のだ とおる、1960年9月16日 - ）は、日本の経営者。西友社長を務めた。佐賀県出身。

## 経歴・人物
1984年に慶應義塾大学経済学部を卒業し、同年に三菱商事に入社。2003年にベルリッツインターナショナル会長・社長兼最高経営責任者、2007年に西友最高執行責任者を経て、2010年2月から2011年6月までに社長兼最高経営責任者を務めた。2012年8月にアルク社長に就任。